# 19415 Parvamenon
19415 Parvamenon è un asteroide della fascia principale. Scoperto nel 1998, presenta un'orbita caratterizzata da un semiasse maggiore pari a 2,3812033 UA e da un'eccentricità di 0,1705814, inclinata di 4,67963° rispetto all'eclittica.